# Exeunte iam anno

Wappen Papst Leo' XIII.

Exeunte iam anno (Zum Ende des Jahres) ist eine Enzyklika, die Papst Leo XIII. zum Ende des Jahres seines Priesterjubiläums verfasste. Sie wurde mit dem Untertitel: „Über die rechte Ordnung des christlichen Lebens“ am 25. Dezember 1888 veröffentlicht.

## Einführung
In der Begrüßungsformel geht der Papst nochmals mit wenigen Worten auf sein eigenes 50-jähriges Priesterjubiläum ein, das er bereits in seiner Enzyklika Quod anniversarius (1. April 1888) gewürdigt habe, und er bedankt sich für das im letzten Zeitraum entgegengebrachte Vertrauen.

## Höhere Pflicht
Leo XIII. führt den Gedanken weiter und beschreibt eine höhere Pflicht, die noch anstehe. Er schreibt, dass Gehorsam und Wahrheit zu den christlichen Tugenden gehöre. Diese Werte umfassen auch die Verteidigung der Wahrheit und müssen in den Familien und Bruderschaften fleißig umgesetzt werden. Die öffentliche und private Moral sei getrübt und müsse durch das Evangelium und den Worten der Apostel in einen für die Wahrheit wichtigem Gut, aber auch dem christlichen Leben zugewandten Verhalten, wiederhergestellt werden. Auf der Grundlage von Gerechtigkeit, Rücksicht und gegenseitiger Achtung, der Verachtung von Armut und der Absage zum Luxus müsse das christliche Leben zur Freiheit aller Christen führen.

## Übel der Gesellschaft
Der Papst drückt aus, dass das Übel in dieser Gesellschaft der Verfall des Moralischen sei, die Gesellschaft sei verdorben und bringe somit auch den Staat in äußerste Schwierigkeiten. Im täglichen Leben beobachte er diese gesellschaftlichen Krankheiten und die giftigen Doktrinen. Rationalismus, Materialismus und Atheismus habe Doktrinen wie Sozialismus und Kommunismus erzeugt. Der Papst fordert die Rückkehr zur Wahrheit im christlichen Leben und beschreibt die Hoffnung zur Erneuerung der Religion.

## Trost und Hoffnung
Es gebe aber den Trost darüber, das Ansehen des Bösen zu überwinden, denn im Herzen der Gläubigen sei schließlich die Hoffnung Gottes zu finden. Die Verteidigung des Glaubens führe dann auch zur Vollendung der christlichen Gemeinschaft und unterstütze das christliche Leben, schreibt er weiter. Hierzu bedarf es aber einer großen Anstrengung und alle im christlichen Glauben verwurzelten Männer seien aufgerufen, den Kampf aufzunehmen.

## Dienst und Verantwortung
Diese Aufgabe bezeichnet der Papst als eine Verantwortung für die Person und als einen Dienst an Gott und der Kirche. Es dürfe nicht nachgelassen werden, den Dienst mit aller zur Verfügung stehenden Kraft zu erfüllen. Hierzu erbittet er den Dank und die Unterstützung Gottes, damit diese Aufgabe zum Wohl der Menschheit erfüllt werden könne.

## Abschiedsgruß
Dieses Jahr, das nun sein Ende nehme, bezeichnete der Papst als ein Jahr, in dem viele Zeichen gesetzt wurden. Er hoffe und wünsche, dass der Funke überspringe und die Wiederherstellung von Moral durch diese heilsamen Worte gefördert würde. Die „Leiter der Herden“ (hiermit meint er die Bischöfe) seien nun in die Pflicht genommen, durch klare Ansprachen und durch Anordnungen ihren Gemeinden den Frieden und die Ruhe zu vermitteln. Es liege in ihren Händen, den Willen Gottes umzusetzen und für die Wiedererlangung des natürlichen Friedens Sorge zu tragen.